# Leptophobia nephthis
Leptophobia nephthis is een vlindersoort uit de familie van de Pieridae (witjes), onderfamilie Pierinae.
Leptophobia nephthis werd in 1874 beschreven door Hopffer.